# والبک (بورده)
والبک (به آلمانی: Walbeck) یک منطقهٔ مسکونی در آلمان است که در ائبیسفلده-وفرلینگن واقع شده‌است. والبک ۶۹۰ نفر جمعیت دارد.